# Qatar Open 1982
Die Qatar Open 1982 im Badminton fanden an mehreren Spieltagen vom 4. Februar bis zum 6. März 1982 statt. Es war die 10. Ausgabe dieser offenen Badmintonmeisterschaften von Katar. Anny Lidegaard im Dameneinzel sowie Siddiq Ahmed Dar und Marion E. Jones im Mixed verteidigten dabei ihre Vorjahrestitel.

## Medaillengewinner
| Disziplin    | Gold                             | Silber                            |
| ------------ | -------------------------------- | --------------------------------- |
| Herreneinzel | M. K. Joseph                     | Ajay Parekh                       |
| Dameneinzel  | Anny Lidegaard                   | Marion E. Jones                   |
| Herrendoppel | Riaz Jafar Natiq Ajay Parekh     | Robi Oommen Saji Thomas           |
| Damendoppel  | Anny Lidegaard Jane Brown        | Marion E. Jones Margaret R. Jones |
| Mixed        | Siddiq Ahmed Dar Marion E. Jones | M. K. Joseph Anny Lidegaard       |